# Ayra Starr
Ayra Starr, bürgerlich Oyinkansola Sarah Aderibigbe (* 14. Juni 2002 in Cotonou, Benin), ist eine nigerianische AfroPop- und R&B-Sängerin.

## Leben und Karriere

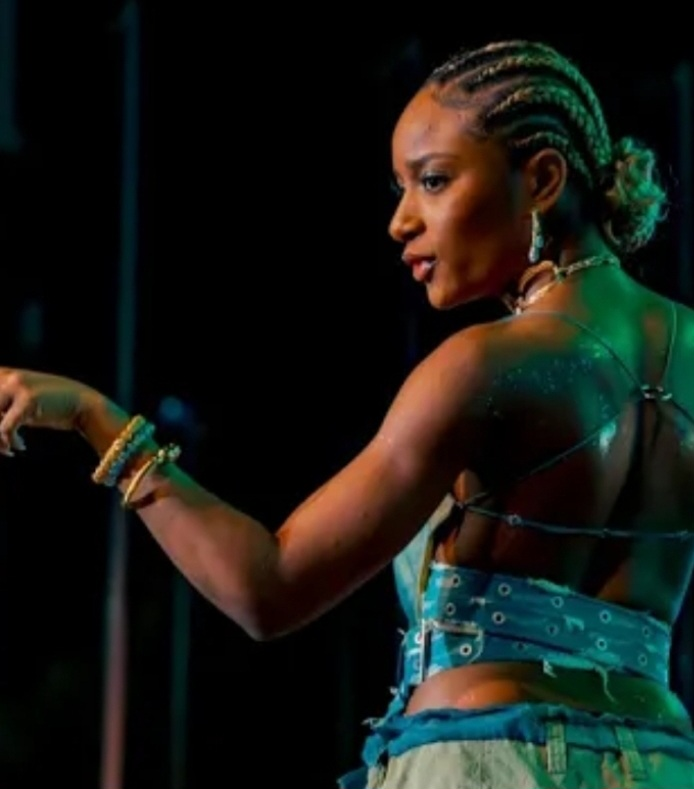
Ayra Starr (2023)

Oyinkansola Sarah Aderibigbe wurde am 14. Juni 2002 in Cotonou, im Benin, geboren und wuchs in Lagos, Nigeria, auf und gehört dem Volk der Yoruba an.
Sie besuchte die Universität Les Cours Sonou und erwarb einen Bachelor-Abschluss in Internationalen Beziehungen und Politikwissenschaften.
Im Alter von 16 Jahren begann sie eine Modekarriere. Nachdem sie mehrere Lieder von bekannten Künstlern auf Instagram gecovert hatte, veröffentlichte sie im Dezember 2019 ihr erstes eigenes Lied. Dadurch wurde der Plattenmanager Don Jazzy auf sie aufmerksam, der sie bei seinem Plattenlabel Mavin Records unter Vertrag nahm.
Anfang 2021 erlangte Ayra Starr mit ihrer gleichnamigen Debüt-EP Aufmerksamkeit, deren Lied Away zwei Wochen in Folge auf Platz vier der nigerianischen TurnTable Top 50-Charts stand. Zudem erreichte das Lied Platz 17 der Billboard Top Triller Global Charts und ebnete den Weg für die Veröffentlichung ihres ersten Albums 19 & Dangerous im selben Jahr (2021). Zwei Lieder aus ihrem Debüt-Album landeten in den Top 50 Charts in Nigeria. Bloody Samaritan erreichte zudem die Spitze der Top 50 Charts und war das erste Solo-Lied einer Künstlerin, der die Top-Platzierung erreichte. Ayra Starr debütierte in den Pandora Predictions-Charts und wurde am 28. August 2021 auf Platz drei der Billboard's Next Big Sound geführt.
Sie erlangte 2022 mit der Veröffentlichung ihres Liedes Rush internationale Aufmerksamkeit. Das Lied landete in den Charts mehrerer europäischer Ländern, darunter in der Schweiz, Irland und dem Vereinigten Königreich, wo es Platz 24 erreichte. Es brachte ihr die erste Nominierung bei den 66. jährlichen Grammy Awards für die beste afrikanische Musikdarbietung ein.
Mit diesem Lied wurde Ayra Starr die jüngste afrikanische Künstlerin, die 100 Millionen Aufrufe für ein einzelnes Video auf YouTube überschritten hat, dies zudem innerhalb von nur 5 Monaten.

## Sonstiges
Als Vorbilder und einflussreiche Künstler für ihre Musik nannte Ayra Starr u. a. Nicki Minaj, Justin Bieber, Sia und Tiwa Savage. Zudem Shakira, Beyoncé, Rihanna und Miley Cyrus.
Im September 2021 wurde Ayra Starr Markenbotschafterin für Pepsi Nigeria.

## Diskografie
Alben und EPs
- 2021: Ayra Starr (EP)
- 2021: 19 & Dangerous
- 2024: The Year I Turned 21

Singles
- 2022: Love Don’t Cost a Dime (mit Magixx)
- 2022: Overloading (Overdose) (mit Mavins & Crayon)
- 2022: Jane (mit Skip Marley)
- 2022: Rush
- 2022: Won Da Mo (mit Mavins, Boy Spice, Crayon, Bayanni, Magixx, Ladipoe, Rema & Johnny Drille)
- 2023: Sability
- 2023: Girl Next Door (mit Tyla)
- 2023: My Love (Leigh-Anne feat. Ayra Starr)
- 2023: You’re Hired (Neiked feat. Ayra Starr)
- 2023: Big FU (mit David Guetta & Lil Durk)
- 2024: Hypé (Remix) (Aya Nakamura feat. Ayra Starr)
- 2024: Santa (mit Rvssian & Rauw Alejandro, US: ×6Diamant + Sechsfachplatin )
- 2024: Bad Vibes (feat. Seyi Vibez)

## Auszeichnungen für Musikverkäufe
| Goldene Schallplatte - Dänemark - 2024: für die Single Rush - Italien - 2024: für die Single Santa - Kanada - 2025: für das Lied Commas - Nigeria - 2024: für das Lied Last Heartbreak Song - Schweiz - 2025: für das Lied No Love - Spanien - 2024: für die Single Rush Platin-Schallplatte - Frankreich - 2023: für das Lied No Love - Kanada - 2023: für die Single Rush - Nigeria - 2023: für die Single Love Don’t Cost a Dime - 2023: für die Single Sability - 2023: für die Single Won Da Mo - 2024: für die Single Bad Vibes - Portugal - 2024: für die Single Santa | 2× Platin-Schallplatte - Nigeria - 2024: für das Lied Commas - 2024: für das Lied Ngozi 3× Platin-Schallplatte - Nigeria - 2023: für die Single Overloading (Overdose) - 2023: für die Single Rush 7× Goldene Schallplatte - Mexiko - 2025: für die Single Santa 5× Platin-Schallplatte - Spanien - 2024: für die Single Santa Diamantene Schallplatte - Frankreich - 2023: für die Single Rush - 2025: für die Single Hypé (Remix) - Zentralamerika - 2025: für die Single Santa |

Anmerkung: Auszeichnungen in Ländern aus den Charttabellen bzw. Chartboxen sind in ebendiesen zu finden.
| Land/RegionAuszeichnungen für Musikverkäufe (Land/Region, Auszeichnungen, Verkäufe, Quellen) | Gold     | Platin       | Diamant     | Verkäufe  | Quellen             |
| -------------------------------------------------------------------------------------------- | -------- | ------------ | ----------- | --------- | ------------------- |
| Dänemark (IFPI)                                                                              | Gold1    | —            | —           | 45.000    | ifpi.dk             |
| Frankreich (SNEP)                                                                            | —        | Platin1      | 2× Diamant2 | 866.666   | snepmusique.com     |
| Italien (FIMI)                                                                               | Gold1    | —            | —           | 50.000    | fimi.it             |
| Kanada (MC)                                                                                  | Gold1    | Platin1      | —           | 120.000   | musiccanada.com     |
| Mexiko (AMPROFON)                                                                            | Gold1    | 3× Platin3   | —           | 490.000   | amprofon.com.mx     |
| Nigeria (TCSN)                                                                               | Gold1    | 14× Platin14 | —           | 1.450.000 | turntablecharts.com |
| Portugal (AFP)                                                                               | —        | Platin1      | —           | 10.000    | Einzelnachweise     |
| Schweiz (IFPI)                                                                               | Gold1    | —            | —           | 10.000    | hitparade.ch        |
| Spanien (Promusicae)                                                                         | Gold1    | 5× Platin5   | —           | 330.000   | elportaldemusica.es |
| Vereinigte Staaten (RIAA)                                                                    | —        | 6× Platin6   | Diamant1    | 960.000   | riaa.com            |
| Vereinigtes Königreich (BPI)                                                                 | —        | Platin1      | —           | 600.000   | bpi.co.uk           |
| Zentralamerika (CFC)                                                                         | —        | —            | Diamant1    | 350.000   | cfc-musica.com      |
| Insgesamt                                                                                    | 7× Gold7 | 32× Platin32 | 4× Diamant4 |           |                     |